# Національна рада судочинства
Національна рада судочинства (НРС, також в україномовних джерелах зустрічається переклад Всепольська Судова Рада) — конституційний орган, зобов'язаний захищати незалежність судів та суддів, який існує з 1989 року. Це не судовий орган. Відповідно до конституції, до складу Ради належать особи, призначені органами законодавчої, виконавчої та судової влади; в основному це є судді.
Органи з подібною компетенцією та подібним змішаним складом діють і в інших європейських країнах. Існування таких органів є виправданим, насамперед в тому, що існує потреба інституцій, необхідних для побудови судових, законодавчих та виконавчих відносин.
Національна рада судочинства, утворена у квітні 2018 року, сприймається багатьма представниками юридичних кіл у Польщі як орган, законність якого сумнівна.

## Політична позиція
Судова влада не тільки застосовує правила, але й формує сфери суспільного життя, в яких працюють законодавча та виконавча влада. Судді вивчають відповідність положень статуту конституції і, таким чином, впливають на діяльність парламенту. Крім того, при винесенні судових рішень вони виступають з громадських питань. Іноді навіть виступають публічно поза межами судів. Тому такі установи, як НРС, повинні обмежувати вплив інших органів влади на судову владу.
У другій половині XX століття багато європейських країн створили органи, що захищають незалежність судів та суддів. Пов'язані вони із судовою владою, але на їх склад також впливають законодавчі та виконавчі органи. Такі установи існують, серед іншого, у Франції (де Найвища Рада Судочинства є конституційним органом), в Італії та Португалії. В інших європейських країнах, які також є правовими державами, немає подібних органів до Національної ради судочинства. До таких країн належать: Німеччина, Австрія та Люксембург. Там міністри юстиції чи інші колегіальні органи беруть участь у процесі відбору суддів.
У Конституції Польщі 1997 року Рада була описана у главі VIII «Суди та трибунали». Однак з'явились сумніви щодо теоретичної класифікації НРС. Деякі юристи стверджують, що не може вона бути віднесена ані до законодавчої, ані виконавчої чи судової влади: вона суттєво відрізняється від органів перших двох органів влади, а щодо судової влади Конституція чітко зазначає, що цю владу здійснюють лише суди та трибунали. Тим не менш, Рада описується як судовий орган, що не приймає судових рішень (не судовий). Крім того, її іноді характеризують як орган державної адміністрації та порівнюють із органами державного контролю та правопорядку. Присвоєння НРС конкретному органу влади (або твердження про те, що вона не належить до жодного з них) впливає на інтерпретацію компетенцій Ради.

## Історія

### Початки функціонування
Національна рада судочинства була створена в 1989 році в результаті рішень, прийнятих під час переговорів Круглого столу. Це мало забезпечити незалежність судів та незалежність суддів, чого не спостерігалося під час Польської Народної Республіки. Рада увійшла до так званої квітневої поправки, тобто акта про внесення змін до Конституції Польської Народної Республіки.
Національна рада судочинства була створений на підставі закону від 20 грудня 1989 року. Цей законопроект мав свої недоліки. Деякі юристи висловлювали стурбованість тим, що так сформований орган буде керуватися професійною солідарністю. Ще на законодавчому процесі проект не узгодили із суддями. Рада розпочала свою діяльність і 20 квітня 1990 року президент Войцех Ярузельський передав кандидатури першим 79 суддям провінційних, окружних та військових судів.

### Конституція Польщі 1997 року та Акт 2001 року
У Конституції Республіки Польща від 1997 року функціонування Ради було описано у статтях 186 та 187 та пункті статті 191 акт 1 пакет 2. 27 липня 2001 року прийнято новий Закон про НРС, який обґрунтовувався необхідністю адаптації положень до положень Конституції.
Законопроект був поданий комітетом Комісією з питань правосуддя та прав людини у квітні 1999 року. Після більш ніж двох років роботи було визначено остаточну форму змін. Положення про повноваження Ради було змінено. На думку авторів проекту, найважливішою зміною щодо компетенції було надання права НРС щодо формування винагороди суддів. Це було реалізацією конституційного принципу бюджетної незалежності судочинства. Крім того, серед інших впроваджено орган Ради — Президію, скасовано положення про термін повноважень НРС та замість нього внесено положення про термін повноважень членів НРС. Порядок оскарження постанов Ради щодо окремих суддів був змінений — замість того, щоб подати скаргу до Вищого адміністративного суду, скаргу було внесено до Верховного Суду.

### Рішення Конституційного трибуналу від 2007 року та Акт 2011 року
У 2007 році НРС виступила із пропозицією до Конституційного трибуналу вивчити конституцію з положенням, на підставі якого Президент Республіки Польща міг би регулювати детальний режим роботи Ради та провадження перед НРС. На думку Ради, такий акт не реалізував (не уточнював) статутних положень, а лише доповнював їх. З погляду НРС, це було питання, яке, згідно з Конституцією, має регулюватися статутом. Через два роки, у листопаді 2009 року, Конституційний трибунал вирішив, що фрагмент положення «та провадження перед Радою» є неконституційним.
У серпні 2010 року Сейм отримав сенатський проект нового акта про НРС, який мав на меті впорядкувати питання, пов'язані з дією НРС, та адаптувати положення закону до положень Конституції. За словами Сенату, поправка до закону 2001 року зробила б цей акт вдвічі масштабнішим, ніж він був спочатку, і багато існуючих положень доведеться змінити. Тому було запропоновано прийняти новий закон.
Прийнято його 12 травня 2011 року. Закон вкотре змінив повноваження Ради. Містив також багато положень, що регулюють функціонування НРС, які до цього часу були включені до регламенту НРС. У регламенті повинні були залишатися лише положеннями з менш важливих питань.

### Зміни до Закону 2017 року
12 липня 2017 року Сейм прийняв закон, який закінчує термін повноважень усіх членів НРС та розділяє його на два засідання. Прийняття цього закону, а також наступних законів: про структуру загальних судів та Верховного суду, визнаних деякими як порушення принципу поділу влади, викликали протести та демонстрації по всій країні. Президент Анджей Дуда наклав вето на акт 31 липня 2017 року.
У вересні Сейм отримав президентський проект чергової поправки. Було запропоновано, серед інших, зміни в методі вибору членів Ради та зобов'язання транслювати засідання НРС через Інтернет. Право пропонувати кандидатів до Ради отримали б групи, що містять щонайменше 2000 громадян, та групи, що містять щонайменше 25 суддів. Сейм обирав би членів НРС кваліфікованою більшістю голосів у 3/5 голосів, а при необхідності проведення другого туру — поіменним голосуванням.
У листопаді противники змін, підтримані Радою, організували подальші протести.
8 грудня Сейм прийняв поправку а Венеціанська комісія винесла висновок щодо цього законопроекту. На думку Комісії, у правовій державі значна частина або більшість членів судових колегій повинні обиратися суддями, а відповідно до Закону Сейм може обирати кандидатів, які мають мінімальну підтримку серед суддів. Вимога голосування 3/5 більшості голосів заохочує вибір більш нейтральних людей, але цей механізм є неефективним, якщо у другому турі голосування правляча партія може обирати кандидатів простою більшістю, що політизує раду. Це ускладнюватиметься в результаті терміну, загального для всіх членів. В Європі є поширеними несинхронні каденції, коли члени, обрані парламентами різних термінів, працюють разом. Це збільшує ймовірність того, що члени матимуть різні політичні погляди, що збільшує незалежність. З іншого боку, обрання всіх членів може призвести до політично об'єднаної Ради. За даними Венеціанської комісії, цей закон поряд з іншими реформами послаблює незалежність судової влади.
Закон набрав чинності 17 січня 2018 року, за винятком кількох норм, які набули чинності 3 січня. На його підставі у лютому 2018 року — незважаючи на заклики до бойкоту виборів, оголошені чинним складом Ради та організаціями, що представляють суддів, були запропоновані кандидати, що було зустрінуто критикою. Критики стверджували, що з 10 000 суддів було висунуто лише 18 кандидатів, в основному це люди, пов'язані з міністром юстиції та генеральним прокурором Збігневом Зьоброю. Також було негативно оцінено нерозголошення інформації про суддів, які висували кандидатів. 29 серпня 2018 року адміністративний суд воєводства у Варшаві скасував рішення начальника канцелярії Сейму Агнешки Качмарської, що приховувала списки підтримки кандидатів у Раду. У червні 2019 року Вищий адміністративний суд остаточно відхилив її скаргу у цій справі, вважаючи, що інформація, що міститься у додатках, включаючи списки суддів, які підтримують кандидатів у НРС, є публічною інформацією та підлягає оприлюдненню.
Завдяки участі НРС у процесі висунення суддів Верховного Суду, справи Ради стали елементом кризи навколо Верховного Суду, що тривав в Польщі з 2017 року. На думку багатьох представників судових та інших правових кіл, НРС утворена у квітні 2018 року, через висування її всупереч конституції, не має конституційних повноважень.
У вересні 2018 року Європейська мережа рад судочинства (англ. ENCJ) призупинила членство в НРС через «невиконання умови незалежності від виконавчої влади».

### Рішення Конституційного трибуналу 2019 року
25 березня 2019 року на вимогу нинішнього складу Національної ради судочинства та групи сенаторів ПіС було винесено рішення Конституційного трибуналу, який постановив, що положення про обрання Сеймом 15 суддів-членів Ради відповідає Конституції Республіки Польща. У той же час Конституційний суд визнав несумісним зі ст. 184 Конституції Республіки Польща, положення, що дозволяє подавати апеляцію до Вищого адміністративного суду проти постанов Національної ради судочинства, що містять заяви про призначення суддів Верховного Суду. Політики частини опозиції (ГП), омбудсмен Адам Боднар та деякі представники юридичних кіл звинуватили рішення Трибуналу у цій справі як недійсне, оскільки в оскаржувальному складі засідав суддя Юстин Піскорский, який був обраний у 2017 році Сеймом VIII каденції Конституційного трибуналу на місце, яке вже займав Кшиштоф Слєбзака, а також дата оголошення вироку була визначена до закінчення встановленого терміну на оголошення прийняття участі та посади Омбудсменом, а також критики звинувачують у «політизації Трибуналу» та «поглибленні юридичного хаосу». Рішення Конституційного трибуналу від 25 березня 2019 року було опубліковане 1 квітня 2019 року в Журналі законів.

### Рішення ТрибуналуСуду Європейського Союзу2019 року
15 листопада 2019 року Трибунал виніс рішення у об'єднаних справах C-585/18, C-624 /18iC-625 /18A.К. стосовно Національної ради судочинства та CPiDO що стосується Верховного Суду, заявивши, що саме Верховний Суд у Польщі повинен перевірити незалежність нової Дисциплінарної палати Верховного Суду, щоб визначити, чи може вона слухати суперечки щодо суддів, також зазначив, що Національна рада судочинства, яка подає заяви з рекомендаціями до президента для призначення на посаду судді, може це робити об'єктивно, але лише за умови, якщо вона є достатньо незалежною від законодавчої та виконавчої влади та від самого президента, демонструючи в цьому контексті, що слід враховувати обставини обрання членів Ради та спосіб в який НРС конкретно виконує поставлені їй завдання захисту незалежності судів та незаангажованості суддів.

### Рішення Верховного Суду 2019 та 2020 років
5 грудня 2019 року Палата Верховного Суду з питань праці та соціального захисту вирішила, що Національна рада судочинства не відповідає вимогам незалежності та що Дисциплінарна палата Верховного Суду, яку вона призначила, не є судом. Верховний Суд підкреслив, що кожен суд, кожен державний орган зобов'язаний перевірити незалежність НРС відповідно до вказівок рішення ТСЄС. 15 січня 2020 року Палата праці та соціального забезпечення Верховного Суду у двох колегіях суддів знову визнала, що Дисциплінарна палата не є незалежним та неупередженим судом через обставини її створення, сфери компетенції, складу та участі чинної НРС в її конституційності". На 23 січня 2020 року заплановано вивчити юридичні питання, які задасть перший президент Верховного Суду, професор Малгожата Герсдорф, щодо того, чи не мають повноважень судді, призначені новою РНС, і чи суперечить ведення цивільного провадження із участю такого судді приписам закону. Питання буде розглянуто у складі трьох палат — Кримінальної палати, Цивільної палати та Палати праці та соціального захисту. У зв'язку з представленим складом резолюція після її прийняття матиме законний принцип.
23 січня 2020 року Верховний суд у складі 59 суддів з Кримінальної палати, трудової та соціальної служби та цивільної палати вирішив, що судді, призначені новою Національною радою судочинства, не мають повноважень приймати рішення, але ця постанова не застосовується судових рішень, винесених судами до дати її оголошення. Таке обмеження не застосовано до Дисциплінарної палати Верховного Суду, таким чином визнаючи, що незалежно від дати, рішення Дисциплінарної палати є недійсними і судді цих палат не можуть приймати рішення з дня прийняття постанови.

## Дозволи та заходи

### Компетенції та завдання
Компетенції та завдання НРС реалізуються у формі резолюцій, прийнятих на пленарних засіданнях. Нижче наведено перелік прав НРС відповідно до правового статусу на початок 2018 року.
Компетенції та завдання щодо звернення до інших органів (або виступу на вимогу інших органів) у питаннях, що стосуються судочинства:
- прийняття резолюцій щодо заяв до Конституційного трибуналу щодо вивчення відповідності нормативних актів Конституції Республіки Польща щодо незалежності судів та незаангажованості суддів[42],
- надання висновків щодо проектів нормативних актів що стосуються судової влади, суддів та засідателів, а також подання пропозицій з цього приводу[43],
- висловлення позиції з питань судової влади, суддів та засідателів, висунутих до неї Президентом, іншими державними органами чи органами судового самоврядування[44].

Компетенції та завдання щодо призначення та підвищення кваліфікації суддів та засідателів:
- розгляд та оцінка кандидатів на посаду судді та засідателя та подання Президенту Республіки Польща заяв про призначення суддів у Верховному суді, загальних судах, адміністративних та військових судах, а також щодо призначення судових засідателів в адміністративних судах[45] ,
- висловлення заперечення щодо виконання засідателями у загальних судах обов'язків судді[46],
- висловлення думок щодо відкликання президентів та віце-президентів (заступників президентів) загальних та військових судів[47],
- розгляд заяв про відправлення суддів у відставку та виступів суддів у відставці щодо повернення на посаду судді[48],
- надання висновків щодо навчальних програм як частини заявки на суддівство, обсягу та способу проведення конкурсу щодо заявки на посаду судді та суддівських іспитів[49],
- надання висновків щодо щорічних графіків навчальних занять щодо підготовки та підвищення кваліфікації суддів, засідателів та працівників суду[50],
- визначення одного члена Програмної ради Національної школи судових органів та прокуратури[51],
- висловлення думок щодо призначення та звільнення з посади директора Національної школи судових органів та прокуратури[52].

Компетенції та завдання щодо професійної етики, дисциплінарних питань та кадрового становища суддів:
- прийняття набору правил професійної етики для суддів[53] та засідателів та забезпечення їх дотримання[54][55],
- обрання дисциплінарного речника суддів та засідателів загальних судів та дисциплінарного речника суддів військових судів[42],
- перевірка суду або його організаційного підрозділу, люстрація в суді або люстрація роботи судді, окрема справа якого підлягає розгляду Радою[56],
- коментування кадрового становища суддів та засідателів[42].

Одним із повноважень Ради до 5 грудня 2007 року було встановлення критеріїв оцінки кандидатів на посади суддів, здійснюваних президентами обласних та апеляційних судів. Того дня у Журналі законів було оголошено рішення Конституційного трибуналу, який постановив, що стаття 2, акту 2, пункту 2 Закону про Реєстр національних судів суперечить статті 60 Конституції Польщі. Станом на цю дату Рада втратила право встановлювати зазначені критерії. Останні резолюції щодо критеріїв були прийняті 11 січня 2007 року, 19 квітня 2007 року та 19 липня 2007 року.
У 2016 році Національна рада судочинства розглянула 1410 осіб кандидатів у судді, які подали загалом 1588 заяв. Рада подала Президенту пропозицію про призначення 415 осіб на судові посади. Середній час оцінювання кандидата на посаду судді становив 66 днів. Президент не може призначити суддею особу, кандидатура якої не була представлена Радою.

### Діяльність
Згідно статті 4 Закону про Національну раду судочинства, Рада не пізніше 31 травня наступного року передає Сейму, Сенату та Президентові Республіки Польща інформацію про щорічну діяльність та постулати щодо поточних проблем та потреб судової влади. Матеріал (ідентичний для обох палат), доступний у друкованій формі для сеймів та сенатів, є основним джерелом інформації про діяльність РНС у конкретному році.
Рада публікує щоквартальну «Національну раду судових органів», яка є продовженням бюлетеня РНС. Квартальник знаходиться у списку журналів, визначених Міністерством науки та вищої освіти
У 2014 році Національна рада судочинства встановила Медаль «За заслуги перед справедливістю» — Bene Merentibus Iustitiae, ліквідувавши її у 2018 році.

## Склад

### Члени
Склад НРС повинен забезпечити участь у його роботі представників усіх підрозділів державної влади: законодавчої, виконавчої та судової. Рада складається з 25 членів (пункт 1 статті 187 Конституції):
1. Першого Президента Верховного Суду, Голови Вищого адміністративного суду та Міністра юстиції[69] та однієї особи, призначеної Президентом Республіки Польща[70],
2. п'ятнадцять суддів, з яких: суддів Верховного Суду, загальних судів, адміністративних та військових судів, включаючи (якщо можливо) представництво суддів різного типу та рівнів судів[71], які обираються Сеймом згідно із зміненим Законом про РНС.
3. чотири депутати до Сейму, обрані Сеймом, та два сенатори, обрані Сенатом[72]

Конституція не встановлює термін повноважень Ради в цілому. Строк повноважень обраних членів НРС (21) становить 4 роки (стаття 187 акт 3 Конституції). Інші чотири члени засідають у Раді або у зв'язку з посадою, і на час, на який вони обіймають цю посаду (міністр юстиції, перший президент Верховного Суду та президент Вищого адміністративного суду), або без визначеного терміну (особа, призначена Президентом). Перші склад Ради сформувався на засіданні, яке відбулося 23 лютого 1990 року.
Згідно з першою редакцією Закону про НРС з 2011 року членів суддів обирали з числа: суддів Верховного Суду (двох), адміністративних судів (двох), апеляційних судів (двох), окружних (вісім) та військових (один). Відповідно до законів 1989 та 2001 років пропорції були дещо іншими: в НРС засідав один суддя адміністративного суду та дев'ять суддів обласних судів (раніше: дев'ять суддів загальних судів, обраних на рівні воєводських судів). З 2018 року кандидати в члени НРС, обрані з числа суддів, можуть висунути до Сейму групи не менше 2 тисяч повнолітніх польських громадян та групи 25 професійно активних суддів.

### Органи та комісії
Органами РНС є Голова та Президія. Крім того, РНС призначає: комісію з дисциплінарної відповідальності суддів та засідателів, бюджетну комісію, комісію з перевірки та люстрації, а також комісію з етики суддів та засідателів. Вони є постійними комітетами. Крім того, Рада може призначати проблемні комітети.

### Список президентів

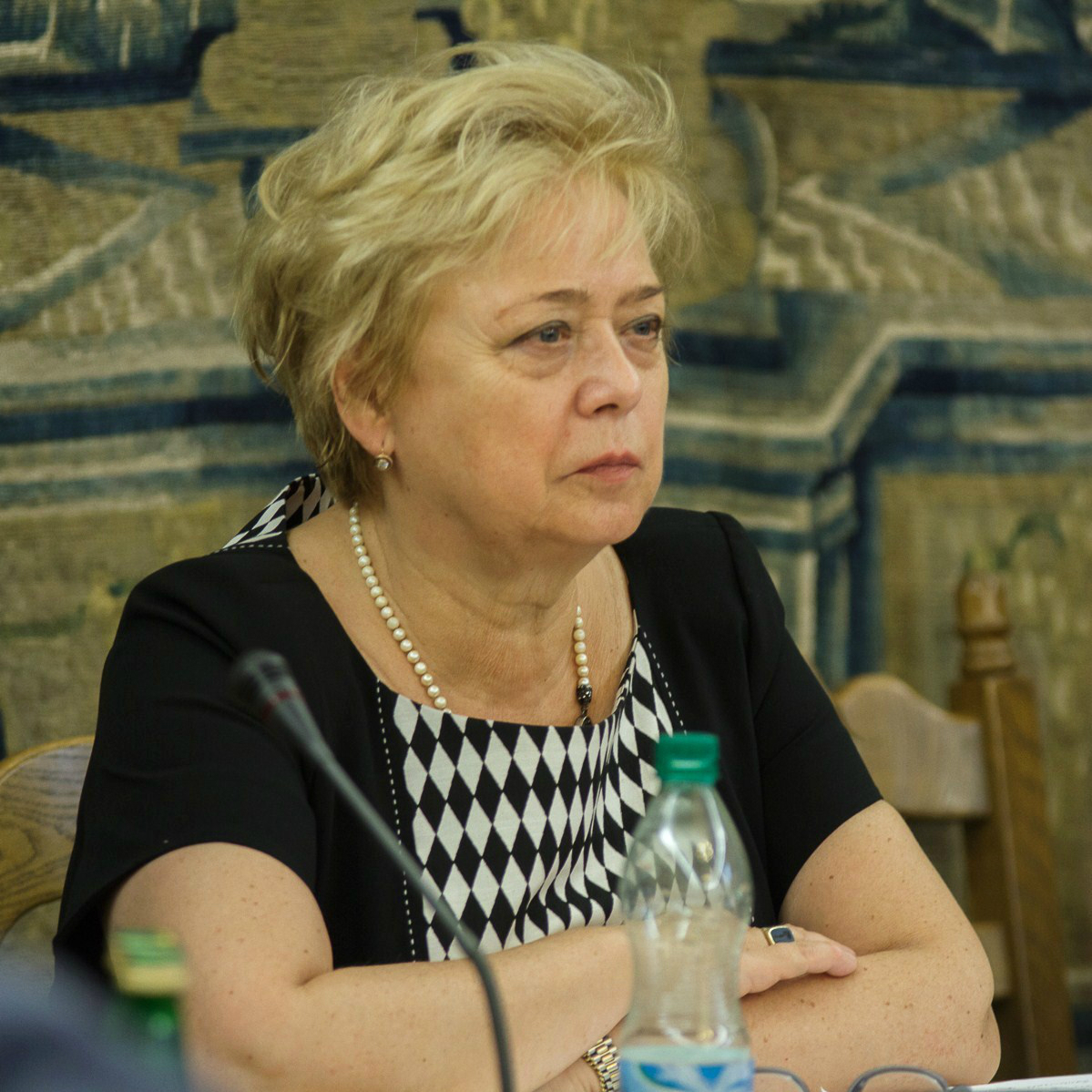
Малгожата Герсдорф, голова реєстру Національного суду з 23 січня 2018 року по 6 березня 2018 року

- Станіслав Зімох (23 лютого 1990 р. — 23 лютого 1994)
- Адам Стшембош (24 березня 1994 р. — 24 березня 1998)
- Влодзімєж Ольшєвський (16 квітня 1998 р. — 18 березня 2002 р.)
- Анджей Ягелло (4 квітня 2002 р. — 14 лютого 2004 р.)
- Кшиштоф Стшельчик (4 березня 2004 р. — 19 березня 2006 р.)
- Станіслав Домбровський (27 березня 2006 р. — 22 березня 2010 р.)
- Антоні Гурський (31 березня 2010 р. — 23 березня 2014 р.)
- Роман Хаузер (6 травня 2014 р. — 6 листопада 2015 р.)[79]
- Даріуш Завістовський (17 листопада 2015 р. — 15 січня 2018 р.)[80]
- Малгожата Герсдорф (23 січня 2018 — 6 березня 2018)[81][82]
- Лешек Мазур (з 27 квітня 2018 р.)[83]

## Місце перебування
Місце перебування Національної ради судочинства знаходиться в колишньому корпусі Варшавського університету сільського господарства за адресою вул. Раковецька, 26/30.

## Бюджет, зайнятість та зарплати
Витрати та доходи Ради реалізуються у частині 52 державного бюджету.
У 2017 році витрати на НРС склали 12,75 млн злотих, а доходи — 0,01 млн злотих. Середня зайнятість у штатних роботах становила 60 осіб, а середньомісячна заробітна плата без врахування оподаткування становила 744 злотих.
Відповідно до Закону про бюджет на 2018 рік, заплановано витрати НРС у розмірі 15,03 млн злотих, тоді як дохід не планується жодний.